# 大皮里特
大皮里特，是匈牙利维斯普雷姆州所辖的一个村，总面积10.17平方公里，总人口269，人口密度26.5人/平方公里（2010年1月1日）。